# Kunsthaus di Zurigo

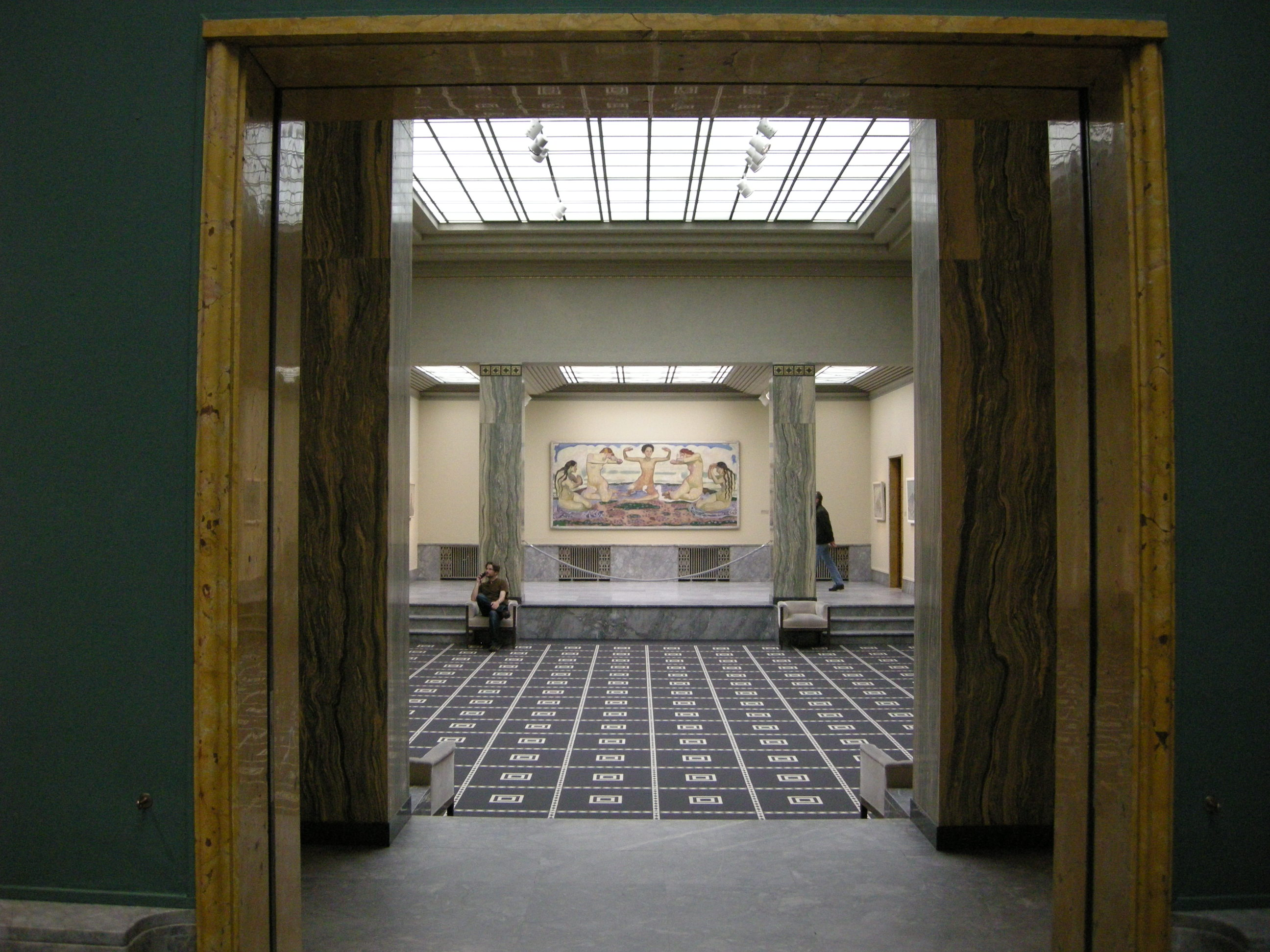
Interno

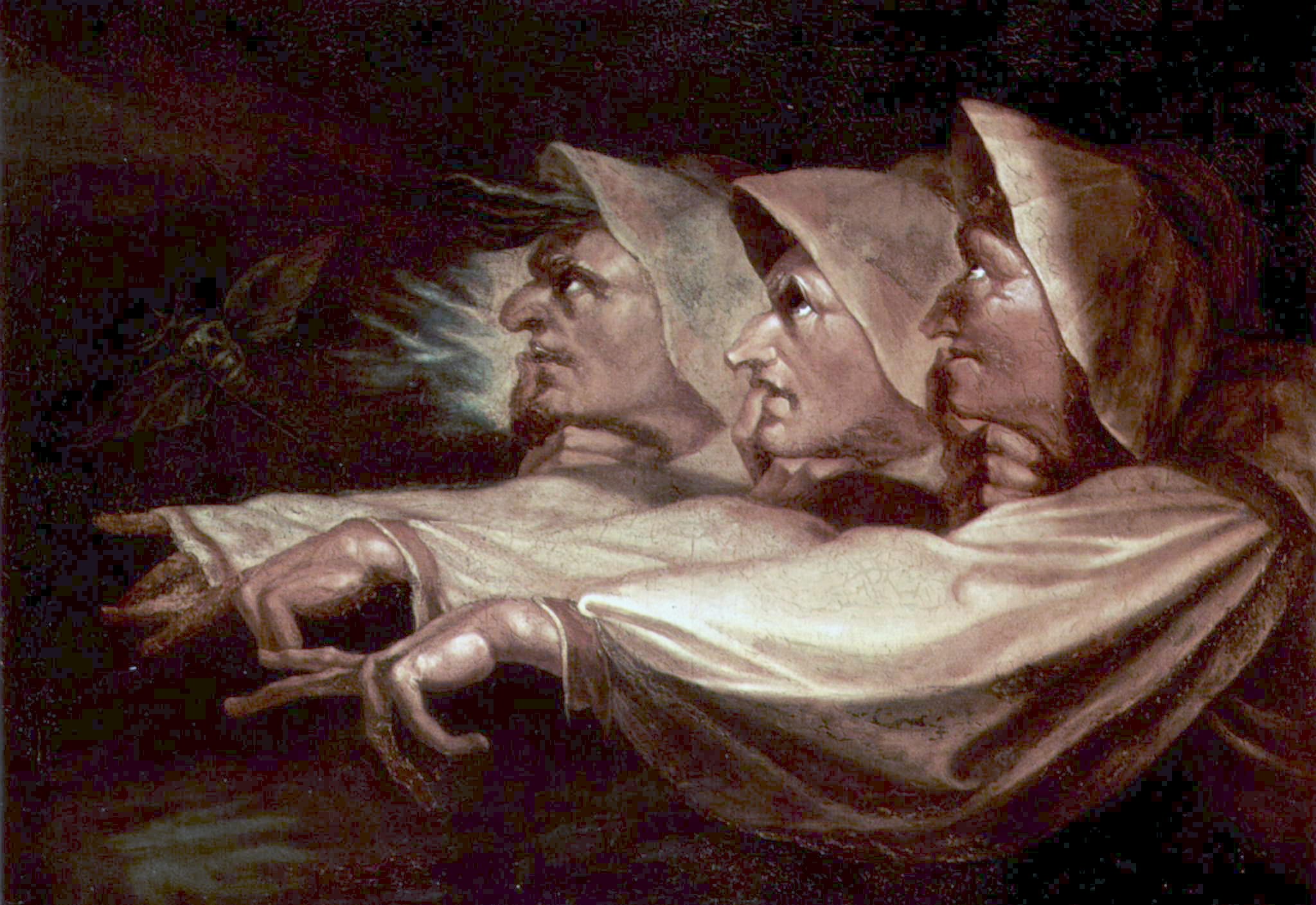
Johann Heinrich Füssli, Le tre streghe

La Kunsthaus Zürich (in italiano: Casa d'arte di Zurigo) si trova ad Heimplatz 1 a Zurigo, in Svizzera. È un museo d'arte antica, moderna e contemporanea.

## Storia
Il museo fu progettato da Karl Moser e Robert Curjel, e costruito nel 1910. Possiede collezioni significative di arte dal Medioevo al ventesimo secolo, con un particolare accento sull'arte svizzera. Mostre temporanee hanno luogo regolarmente.
L'edificio è «di gusto floreale geometrizzante, da secessione», sul finire degli anni Cinquanta fu edificata «un'ala nuova, di stile rigorosamente moderno (...) costruita per munificenza dell'industriale Bührle, (...) il confronto delle due costruzioni fa toccare con mano la profonda e rapidissima evoluzione del gusto in meno di mezzo secolo (...), al vecchio Kunsthaus si appoggia l'enorme "Porta dell'inferno" di Rodin ».
I pezzi più pregevoli della Kunsthaus Zürich sono i lavori di Edvard Munch e Alberto Giacometti. Sono rappresentati anche artisti svizzeri come Johann Heinrich Füssli, Ferdinand Hodler, o ancora Pipilotti Rist e Peter Fischli.
I maggiori artisti che si possono ivi ammirare sono Eugène Delacroix, Gustave Courbet, Édouard Manet, Camille Pissarro, Alfred Sisley, Pierre-Auguste Renoir, Edgar Degas, Georges Seurat, Paul Signac, Paul Gauguin, Claude Monet, Vincent van Gogh, Marc Chagall. Vanta inoltre opere di Pablo Picasso, Amedeo Modigliani, Giorgio de Chirico, Paul Klee e Georges Braque.

## Opere maggiori
Marc Chagall
- Le luci del matrimonio, 1945

Johann Heinrich Füssli
- Il giuramento del Grütli, 1779-1781

Pablo Picasso
- Chitarra sul tavolo, 1914

Vincent van Gogh
- Vaso di altee, 1886